# Nieuport 17
El Nieuport 17 C.1 (o Nieuport XVII C.1 en fuentes contemporáneas) fue un caza sesquiplano francés diseñado y fabricado por la compañía Société Anonyme des Etablissements Nieuport. Participó en la Primera Guerra Mundial y fue una mejora sobre el Nieuport 11 de mayor tamaño que el modelo anterior y se adaptaba mejor al motor más potente que el Nieuport 16 provisional. Aparte de los primeros ejemplares, contaba con el nuevo mecanismo de sincronización de invención francesa Alkan-Hamy, que permitía el uso de una ametralladora Vickers sincronizada montada en el fuselaje que disparaba a través del disco de la hélice.
En el momento de su introducción en marzo de 1916, la excelente maniobrabilidad y velocidad de ascenso del tipo le dieron una ventaja significativa sobre los cazas de ambos bandos y se describió como el mejor avión de persecución del momento. Fue utilizado por muchos operadores y entró en servicio con los servicios aéreos de todas las potencias de la Entente. Copias  de este modelo también fueron utilizadas por el Deutsche Luftstreitkräfte (Cuerpo Aéreo del Imperio alemán). Producido en serie por varias empresas francesas, el Nieuport 17 y sus derivados fueron construidos bajo licencia en Italia por Nieuport-Macchi y en Rusia por la Factoría Duks (Zavod Duks) en Moscú. En Alemania se produjeron copias sin licencia, en particular los Siemens-Schuckert D.I y Euler D.I.
Los Nieuport 21 y 23 presentaban modificaciones relativamente menores. El refinamiento aerodinámico condujo al Nieuport 17bis con motor Clerget 9B. Versiones más potentes de los motores rotativos de Le Rhône con mejoras en los detalles dieron como resultado los Nieuport 24, 24bis y Nieuport 27

## Desarrollo

### Orígenes
Cuando el ingeniero Gustave Delage fue nombrado director técnico y director general del departamento de aviones de la Société Anonyme des Etablissements Nieuport, en enero de 1914, comenzó el desarrolló una serie de diseños de sesquiplanos. La firma Nieuport había sido famosa por sus monoplanos arriostrados con tensores de acero, sin embargo, estos habían llegado al límite de su desarrollo. La configuración sesquiplano fue adoptada por Delage como un compromiso entre la baja resistencia de un monoplano y la mayor fuerza de un biplano. El primero de los sesquiplanos de Delage fue el biplaza Nieuport 10 de 1914, seguido al año siguiente por el monoplaza Nieuport 11 más pequeño, que a su vez, se complementó con el Nieuport 16. El más potente motor de este último avión hizo que el morro fuese más pesado y aumentó la carga alar, especialmente cuando estaba armado con una ametralladora Vickers sincronizada.
Desarrollado en paralelo con el conservador Nieuport 16, el Nieuport 17 era un poco más grande con alas y fuselaje más largos, forma aerodinámica mejorada y mejor equilibrio. Estaba equipado con el motor Le Rhône 9J de 110 hp (82 kW) y los ejemplares posteriores utilizaron motores de 120 hp (89 kW).

### Diseño

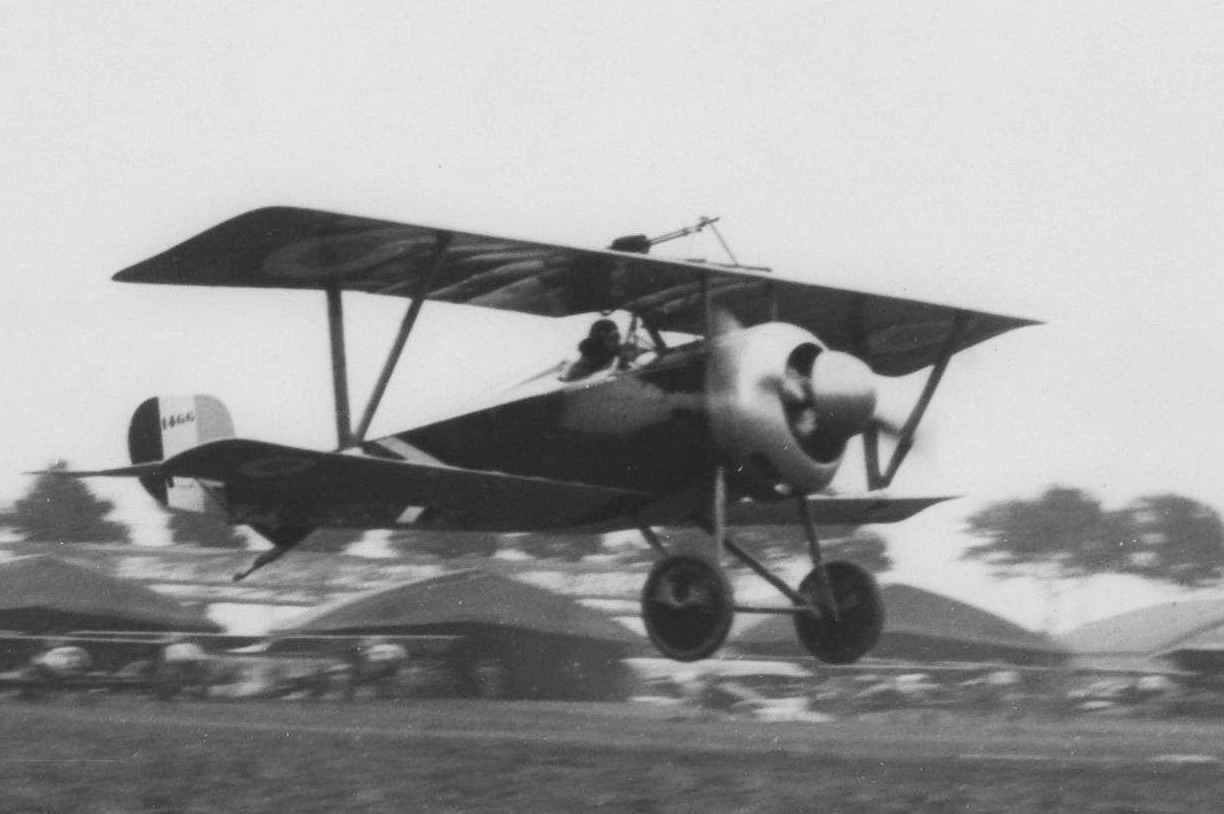
Nieuport 17 en Le Bourget el 18 de julio de 1916 realizando un vuelo de demostración para la delegación británica

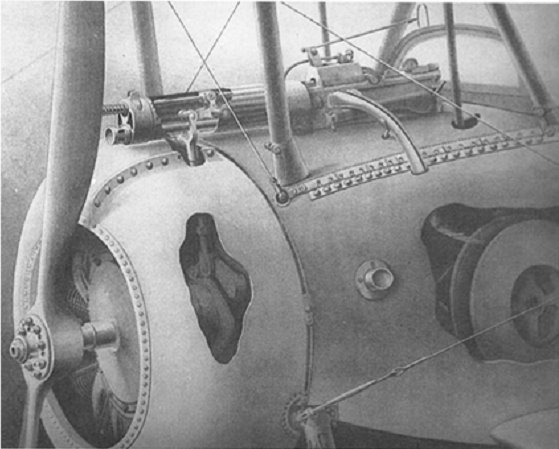
Instalación mecanismo sincronizador Alkan-Hamy en un Ni 17

Las alas superiores de los sesquiplanos de Nieuport utilizaban una estructura típica de la época con largueros muy espaciados conectados con nervaduras de cuerda completa y de compresión arriostradas internamente con cable de acero y con nervaduras en el borde de ataque. El larguero único del plano inferior estaba directamente debajo del larguero trasero del plano superior y estaba reforzado con un puntal en V característico. Las nervaduras de bridas de fresno y almas de tilo, presentaban recortes para aligerarlas. Los alerones se instalaron solo en el plano superior y tenían una mayor cuerda hacia las puntas de las alas para mejorar la respuesta de pérdida. Fueron accionados por un par de varillas de empuje y tracción que conectaban los tubos de torsión que iban de los alerones a la columna de control en la cabina. El estabilizador horizontal, el elevador y el timón se construyeron a partir de tubos de acero soldados de 20 mm de diámetro y los controles se proporcionaron mediante cables y poleas convencionales. El ángulo de incidencia en las alas podía ser ajustado por el personal de tierra a través de un arreglo de articulación de pivote único que originalmente estaba destinado a permitir que el ala inferior girara para volar a baja velocidad en el Nieuport 10, pero nunca se usó; no se proporcionó ningún ajuste para el plano de cola.
Dejando a un lado la innegable mejora de la visión hacia abajo del piloto, hubo ganancias aerodinámicas por la reducción del área del plano inferior que en un biplano produce mucha menos sustentación que el plano superior pero, provoca una resistencia considerable; esto ayudó, a dar a los sesquiplanos una tasa de ascenso superior. Desafortunadamente, a velocidades muy altas, - a lo que ahora se denominaría Vne: "Velocidad a no exceder" - el plano inferior era propenso a agitarse (flameo) , una inestabilidad aeroelástica que no se entendía completamente en ese momento. El larguero único estaba detrás del centro de sustentación, lo que a altas velocidades podía derivar a que el plano inferior se combara, aumentando el ángulo de ataque hasta que el ala sufría una entrada en pérdida, momento en el que volvía a su posición normal, repitiendo la secuencia, el plano acababa partiéndose a menos que el piloto redujese la velocidad del avión.
Los Nieuport británicos se modificaron en el Depósito de Suministro de Aviones n.° 2 para aliviar este problema Al final del servicio francés, se reemplazaron las alas inferiores de algunos Ni 17 con repuestos destinados al más nuevo Nieuport 24.
El fuselaje del Nieuport 17 se construyó alrededor de cuatro largueros de fresno que se estrechan desde el montaje rectangular del motor de chapa de acero hasta el poste del timón, con los largueros superiores arqueados alrededor de la cabina, dando a la mayor parte del fuselaje una sección transversal trapezoidal. Este, estaba arriostrado con puntales de abeto sostenidos con cables de arriostramiento diagonales y juntas de placas de acero. Los lados y la parte superior del fuselaje delantero estaban cubiertos con paneles de madera ligera contrachapada moldeada, mientras que los lados del fuselaje trasero estaban cubiertos con lona barnizada. Detrás del piloto había un reposacabezas moldeado en la plataforma superior de madera contrachapada que, estaba sostenido por largueros longitudinales. El capó de aluminio tenía nervaduras de refuerzo y un par de orificios debajo para proporcionar ventilación y salida del escape del motor; se carenó con el fuselaje delantero a través de piezas laterales moldeadas.  Un cône de penetration (buje), se fijó al frente del cigüeñal del motor en algunos ejemplares tempranos, pero generalmente se prescindió de él en los aviones posteriores

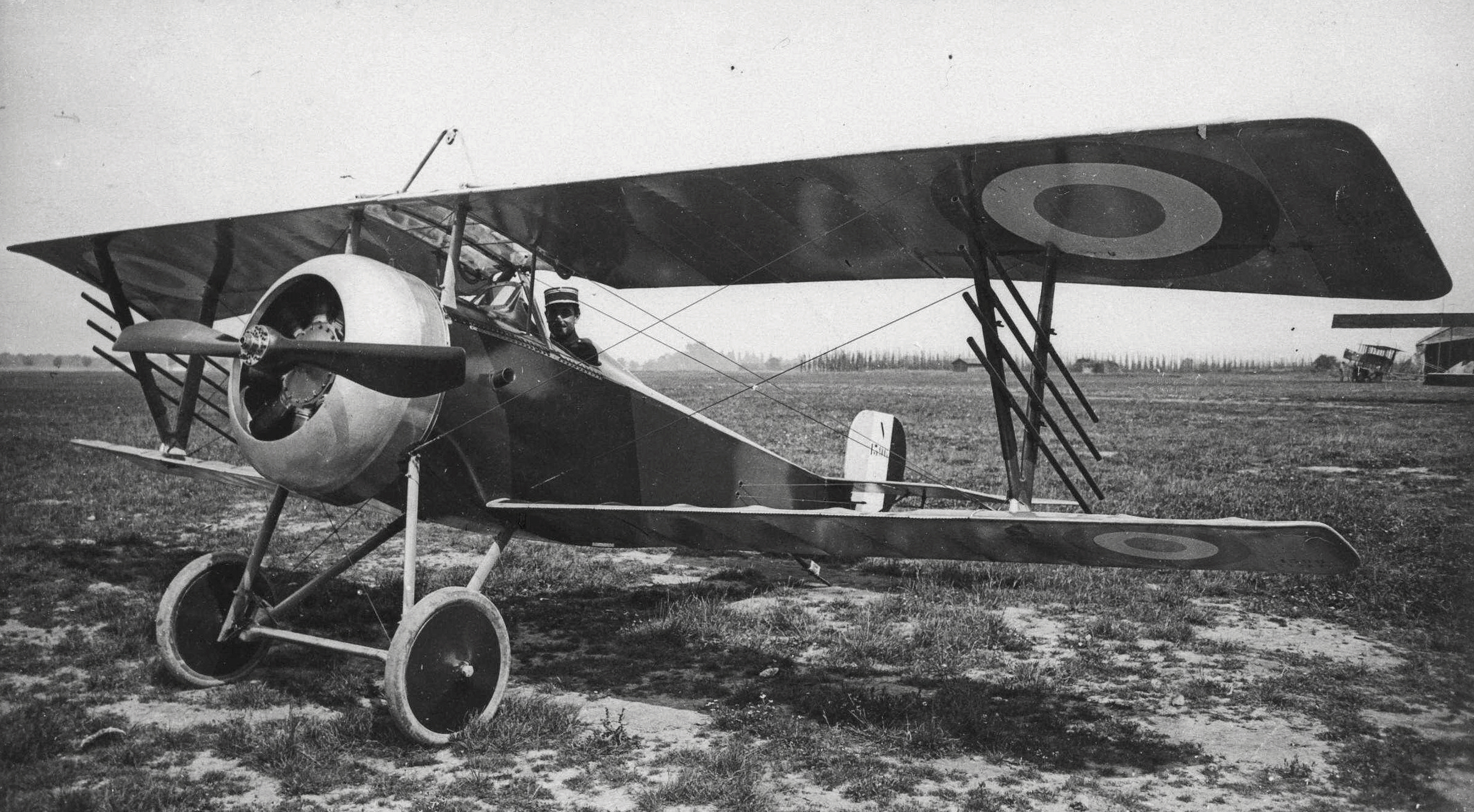
Nieuport 17 camuflado con rieles de cohetes Le Prieur, Toul 19 de julio de 1916

La producción francesa del nuevo mecanismo sincronizador Alkan-Hamy permitió que la ametralladora Lewis montado en el ala en las primeras unidades fuera reemplazada por una Vickers sincronizada montada en el fuselaje para disparar a través del arco de la hélice. El sincronizador estándar del Royal Flying Corps, el mecanismo Vickers-Challenger, no era fiable ni popular entre los pilotos, por lo que en el servicio británico se mantuvo la Lewis sobre el plano superior lo que continuó hasta 1917, cuando se pudo disponer del nuevo mecanismo sincronizador Constantinescu. La Lewis se instaló en el nuevo afuste Foster, un riel de metal curvo que permitía al piloto deslizar el arma hacia atrás para cambiar los tambores de municiones y despejar encasquillamientos. Los pilotos también podían apuntar el arma hacia arriba para disparar a la parte inferior de los aviones enemigos y, que fue utilizada con buenos resultados por varios pilotos expertos.

## Derivados
Al entrar en servicio en mayo de 1916, pero no designado hasta septiembre, el Nieuport 21 se diferenciaba del Ni 17 principalmente en la adopción del motor Le Rhône 9C de 92 hp (68,6 kW). La menor potencia de motor instalado aumentó la resistencia y redujo la carga alar y fue útil para una escolta de bombarderos a gran altitud, aunque rara vez se empleó como tal. En el servicio francés y especialmente en el ruso, el tipo 21 se usaba comúnmente con el Nieuport 17 en el mismo papel de caza general, aunque también fue útil como entrenador avanzado. El tipo 21 se ha confundido comúnmente con el Nieuport 11 anterior, ya que ambos carecían de reposacabezas y usaban el mismo capó y motores, particularmente cuando algunos Nieuport 11 también estaban equipados con los costados del fuselaje moldeados. Al igual que el tipo 17, el tipo 21 era de mayor tamaño y se puede identificar por los cables voladores que sujetan las alas superiores. El tipo 11, los cables voladores se unían en un solo punto, mientras que el tipo 21 corrían paralelos a diferentes puntos en la parte inferior del fuselaje.
El Nieuport 23 era en gran medida el mismo que el tipo 17 definitivo; se diferenciaba principalmente en el uso de un sincronizador de ametralladora diferente (mecanismo sincronizador Gnome-Nieuport), por lo que la ametralladora se desplazó a estribor, la disposición de los tanques de combustible y aceite y el aparejo de la sección central se reubicaron para adaptarlos. Estaban propulsados por motores Le Rhône con una potencia de entre 80 a 120 hp. Los Nieuport 23 fueron suministrados a las fuerzas aéreas de Bélgica, Francia, Italia, y Reino Unido. Los EE. UU. recibieron también 49 ejemplares.
El Nieuport 17bis , que apareció por primera vez a fines de 1916, utilizó el más potente motor rotativo de nueve cilindros Clerget 9B de 130 hp (97 kW) que el instalado en el tipo 17. El principal usuario fue el Royal Naval Air Service , que ordenó 32 de ejemplares; 50 más fueron construidos bajo licencia por la filial británica Nieuport & General Aircraft Co.. Motor más pesado que el preferido Le Rhône, la potencia de los rotativos Clerget decayó rápidamente por debajo de su potencia nominal y el rendimiento del 17bis se vio afectado en consecuencia. El armamento a menudo incluía una ametralladora Vickers sincronizada con la Lewis estándar sobre el ala.

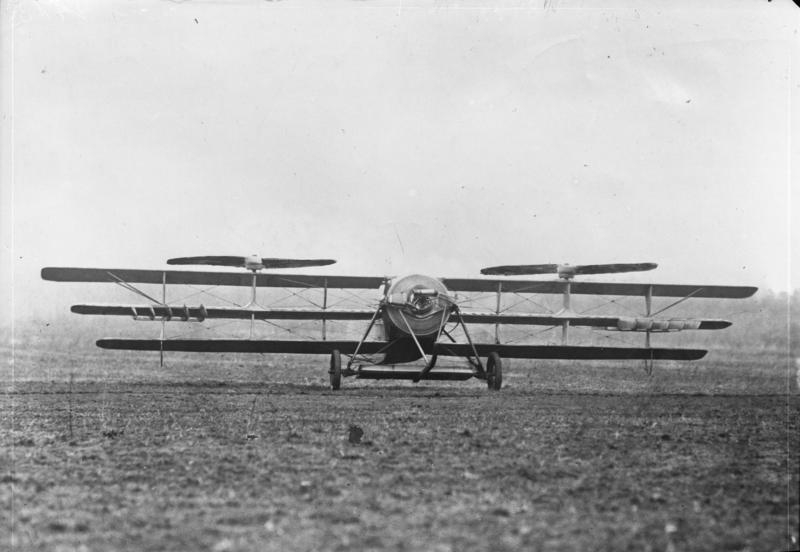
Girocoptero Berliner n.º 5 con fuselaje Nieuport 23

Relacionado con el 17bis, el Nieuport 23bis combinó las mejoras aerodinámicas del Nieuport 17bis pero volvió a los motores Le Rhône. Se construyeron pocos y es posible que el Royal Navy Air Service haya sido el único operador.
Se construyeron un par de triplanos basados en el Nieuport 17 con fines de prueba, uno para los franceses y otro para los británicos. Las alas de cuerda estrecha estaban escalonadas de una manera inusual, colocando el ala central más adelante y el ala superior más atrás. No se produjeron pedidos posteriores como resultado de estas pruebas. Más tarde, Nieuport probó el mismo diseño en el Nieuport 17bis, que también fue probado por el Royal Flying Corps británico y el Royal Naval Air Service, sin embargo, esto también siguió siendo un prototipo. Durante las pruebas de vuelo, ambos tipos demostraron características de trepada favorables, pero también se encontró que tenían una cola relativamente pesada.
Varios de los helicópteros experimentales Berliner, llamados así por su inventor el estadounidense Henry Berliner, se fabricaron alrededor de los fuselajes de Nieuport 23, incluidas las versiones de 1922 (Berliner n.º 5) y 1923.

## Historia operacional

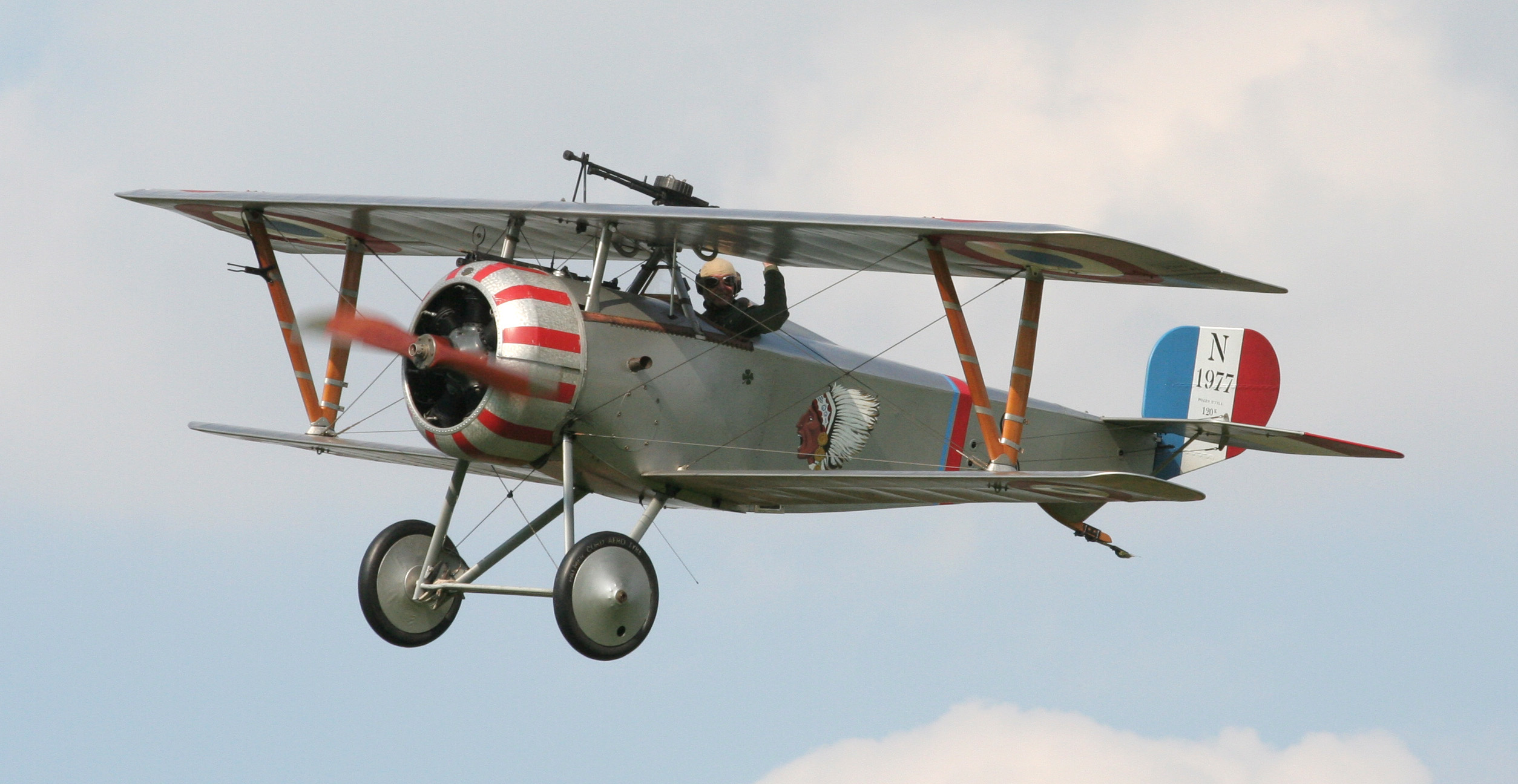
250px Nieuport 17 en vuelo en el año 2007 con las marcas de la Escuadrilla Lafayette. Nótese que es una réplica a escala menor de la escala real del avión

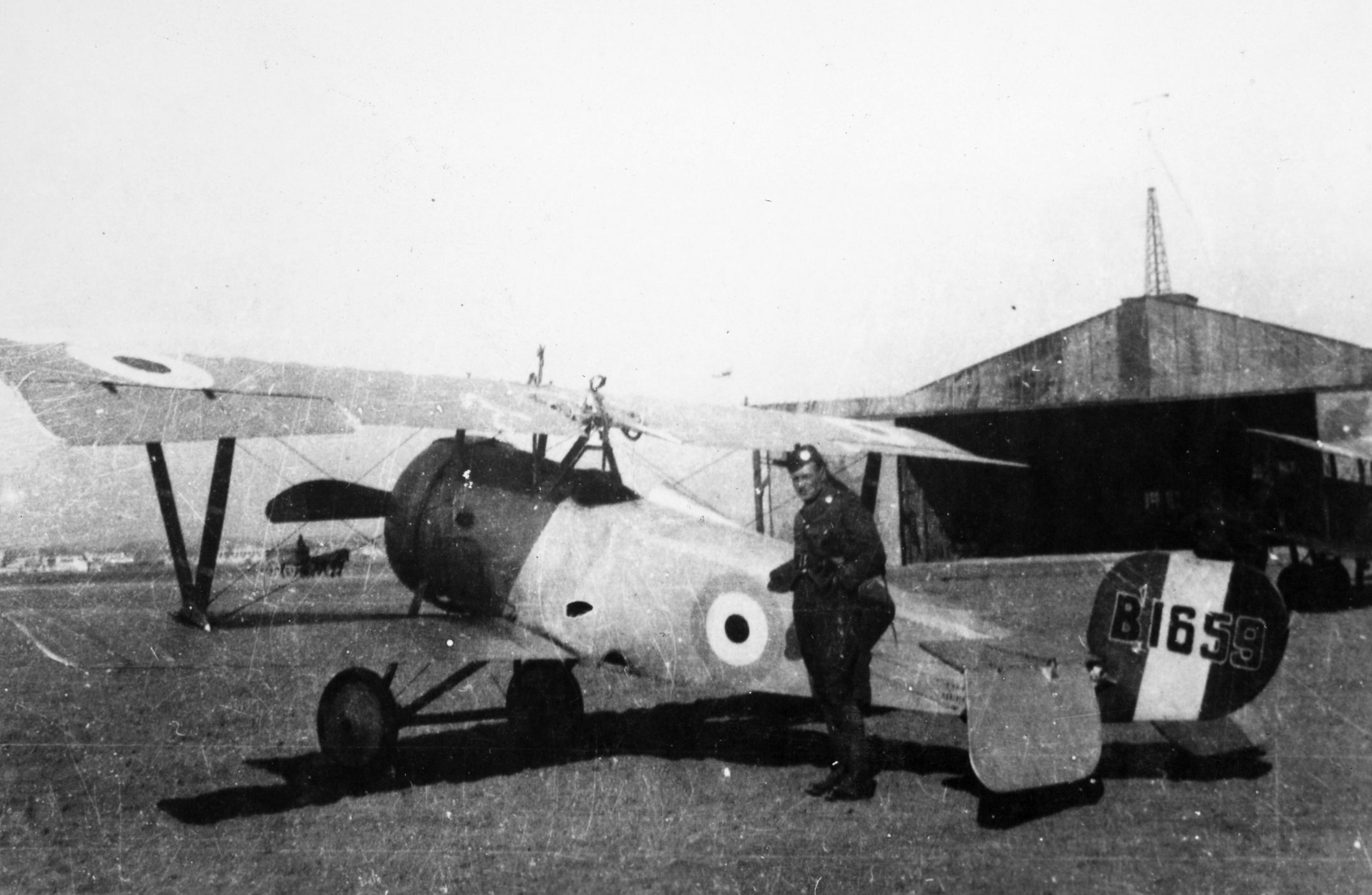
Nieuport 23 del RFC en 1917

Durante marzo de 1916, el nuevo Nieuport 17 llegó al frente para comenzar a reemplazar a los anteriores cazas Nieuport 11 y 16 que habían sido fundamentales para acabar con el Fokker Scourge (azote de los Fokker) de 1915. El 2 de mayo de 1916, Escadrille 57 se convirtió en la primera unidad completamente equipada con el nuevo modelo. Durante finales de 1916 y principios de 1917, el Nieuport 17 equipó a todos los escuadrones de caza de la Aéronautique Militaire . Casi todos los mejores ases franceses volaron el ágil Nieuport durante sus carreras de piloto, incluidos Georges Guynemer, Charles Nungesser , Maurice Boyau, Armand Pinsard y René Dorme.
Pilotos voluntarios norteamericanos que volaban los Nieuport 11 y 16 de la Escadrille Lafayette, fueron convertidos al Nieuport 17, aunque solo uno alcanzó el estatus de as, Raoul Lufberry.
El Nieuport 17 fue ordenado por el Royal Flying Corps y el Royal Naval Air Service, ya que era notoriamente superior a los cazas británicos.  Las unidades del RFC que usaban los Nieuport 17 y 23 como equipo principal incluían los Squadrons 1, 11, 29, 40 y 60, mientras que las alas 1, 3 y 4 del Royal Naval Air Service operaban el tipo 17 y el 17bis. Las unidades adicionales en ambos servicios también tenían un pequeño número de efectivos.
Muchos ases del aire del Imperio Británico volaron cazas Nieuport, incluido el mejor as canadiense Billy Bishop , VC y Albert Ball , VC, que a menudo "cazaban" solos en sus Nieuport. [26] Mick Mannock VC voló Nieuport al principio de su carrera con el Escuadrón 40. Su premio, la Victoria Cross (VC) reflejó su carrera de combate, incluido su tiempo volando Nieuport. El as pilotando Nieuport con mayor puntuación, fue el capitán Phillip Fletcher Fullard del 1.er RFC Squadrón, quien anotó 40 derribos entre mayo y octubre de 1917, antes de romperse la pierna en un partido de fútbol.
Ases italianos, como Francesco Baracca , Silvio Scaroni y Pier Piccio, lograron victorias mientras volaban cazas de Nieuport. En Bélgica, las escuadrillas belgas 1 y 5 estaban equipadas con Nieuport 17 y 23. Los ases belgas que volaban el tipo incluían a Andre de Meulemeester, Edmond Thieffry y Jan Olieslagers .
La Flota Aérea Militar Imperial operó un gran número de todos los modelos Nieuport, incluidos los tipos 17, 21 y 23. Al depender en gran medida de aviones adquiridos directamente en Francia y su alto coste, hubo presión dentro de los estamentos oficiales rusos para establecer la fabricación nacional de cazas y finalmente el tipo se produjo bajo licencia; sin embargo, la falta de experiencia y la disponibilidad limitada de personal capacitado para su construcción, sumado a unas mediocres materias primas, limitaron los estándares necesarios de calidad. Muchos de estos aparatos fueron operados en el Frente Oriental y durante la Guerra civil rusa . Entre los ases rusos que volaron Nieuport destaca Alexander Kazakov, quien voló el tipo contra los alemanes y más tarde contra los bolcheviques.
A mediados de 1917, los cazas Nieuport fueron superados por nuevos tipos alemanes como el Albatros D.III, de modo que, el SPAD S.VII con un motor en V Hispano-Suiza 8Aa de 110 kW (150 hp) había comenzado a reemplazar a los cazas Nieuport en los escuadrones franceses de primera línea. Los británicos continuaron operando los Nieuport hasta principios de 1918, cuando hubo suficientes Royal Aircraft Factory S.E.5 disponibles para reemplazarlos.

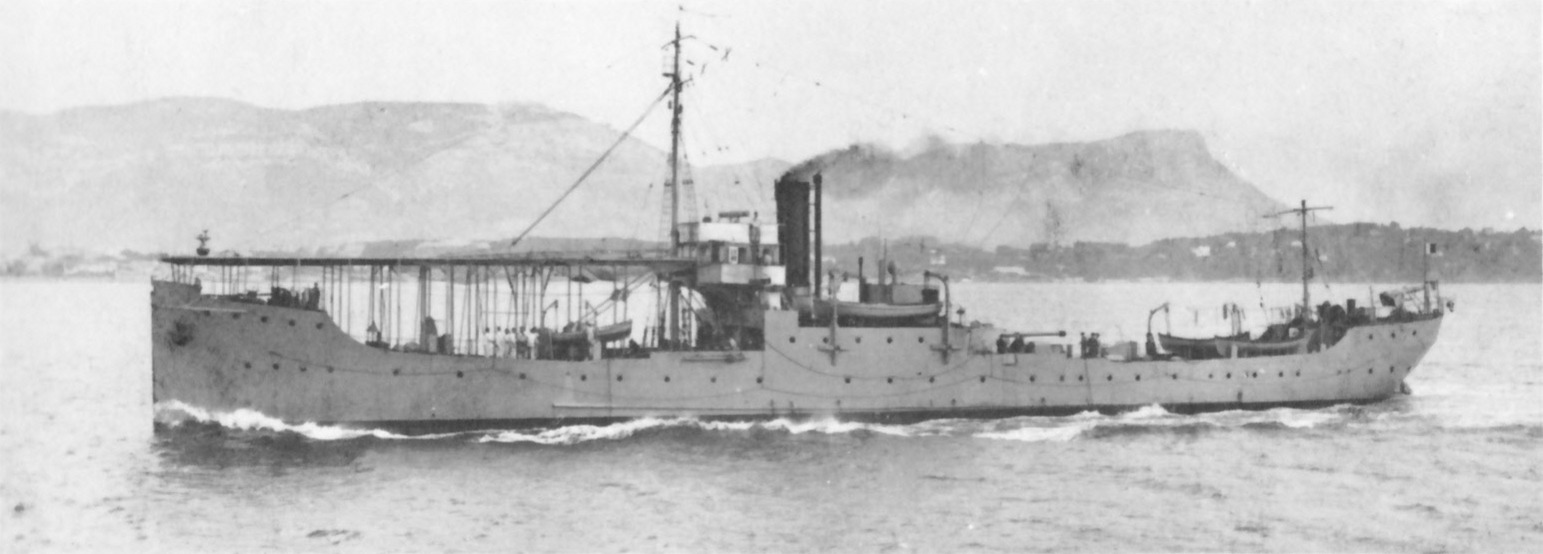
El aviso francés Bapaume equipado con una plataforma de despegue de 20 m se utilizó para pruebas de despegue

Pasado un tiempo de su vida útil como caza, el tipo 17 fue utilizado en gran número como entrenador avanzado. El componente aéreo de la Fuerza Expedicionaria Estadounidense recibió 75 Nieuport 17 para entrenamiento y los franceses también tuvieron una flota de estos entrenadores. La Aéronautique Navale francesa operó un Nieuport 21 para entrenamiento de despegue desde buques durante 1920 y 1921 a bordo del buque aviso de la Clase Arras Bapaume,  convertido en improvisado "portaaviones" con una rudimentaria plataforma de 20 m de largo.
Después de su retiro del teatro europeo, muchos ejemplares se exportaron en pequeñas cantidades para las nuevos servicios aéreos que se estaban formando en todo el mundo, siendo por ellos utilizados durante la década de los años veinte.

## Copias - Los "Nieuport" alemanes
Tan impresionantes fueron las prestaciones de los cazas de Nieuport, que a principios de 1916 la Inspektion der Fliegertruppen Idflieg alemana  solicitó a sus fabricantes de aeronaves que produjeran una copia. Se proporcionaron aviones y piezas recuperados, dibujos y bocetos detallados y se produjo el Siemens-Schuckert D.I.  La copia, aunque difería principalmente en detalles menores, se consideró satisfactoria y entró en producción; sin embargo, el D.I estaba obsoleto cuando entró en servicio y se usó principalmente como entrenador avanzado. Otro clon del Nieuport 17 fue el Euler D.I, aunque el trabajo de desarrollo no avanzó más allá de unos pocos prototipos.
Otros fabricantes, en particular Albatros Flugzeugwerke y Pfalz Flugzeugwerke , exploraron una configuración de sesquiplano en sus propios diseños de caza. El Albatros D.II condujo a los Albatros D.III y D.V , comúnmente llamados 'V-strutters' por el RFC para distinguirlos de los primeros cazas Albatros. Además de las ventajas de este diseño, estos tipos también estuvieron aquejados con el problema del flameo, que nunca se soluciono satisfactoriamente. El Pfalz D.III también era una versión sesquiplano de un caza biplano anterior, aunque presentaba un plano inferior más reforzado con dos largueros que evitaban los problemas de flameo aeroelástico que tenían los sesquiplanos con un solo larguero. 

## Versiones
Nieuport 17
Modelo estándar de biplano de caza monoplaza
Nieuport 17 Triplane
Nieuport 17 banco de pruebas modificado como triplano con un inusual escalonamiento de alas
Nieuport 17bis
Variante rediseñada, propulsada por un motor Clerget 9B de 130 hp (97 kW) y equipada con largueros de fuselaje
Triplano Nieuport 17bis
Nieuport 17bis banco de pruebas modificado como triplano
Nieuport 21
Variante dedicada de caza de escolta a gran altitud equipada con un motor rotativo Le Rhône de 80 hp (60 kW), carenado de herradura y sin reposacabezas para el piloto
Nieuport 23
Similar al Nieuport 17, con varios cambios estructurales que dieron como resultado que la ametralladora Vickers se desplazara cuando se instaló. La única otra diferencia visible fueron las alteraciones en el aparejo de cabane.
Nieuport 23bis
Similar al 17bis, pero propulsado por un motor Le Rhône y utilizando fuselajes del Tipo 24 y superficies de vuelo del Tipo 23
Siemens Schuckert DI
Aunque difería en algunos detalles, el D.I era en gran parte una copia del Nieuport 17
B.Kh.2 (Caza tipo 2)
La designación siamesa para los Nieuport 17, 21, 24 y 27

## Operadores
- Datos: Davilla, James J.; Soltan, Arthur. (1997) French Aircraft of the First World War, Flying Machines Press ISBN 978-1891268090
- World Air Forces Index

 Bélgica

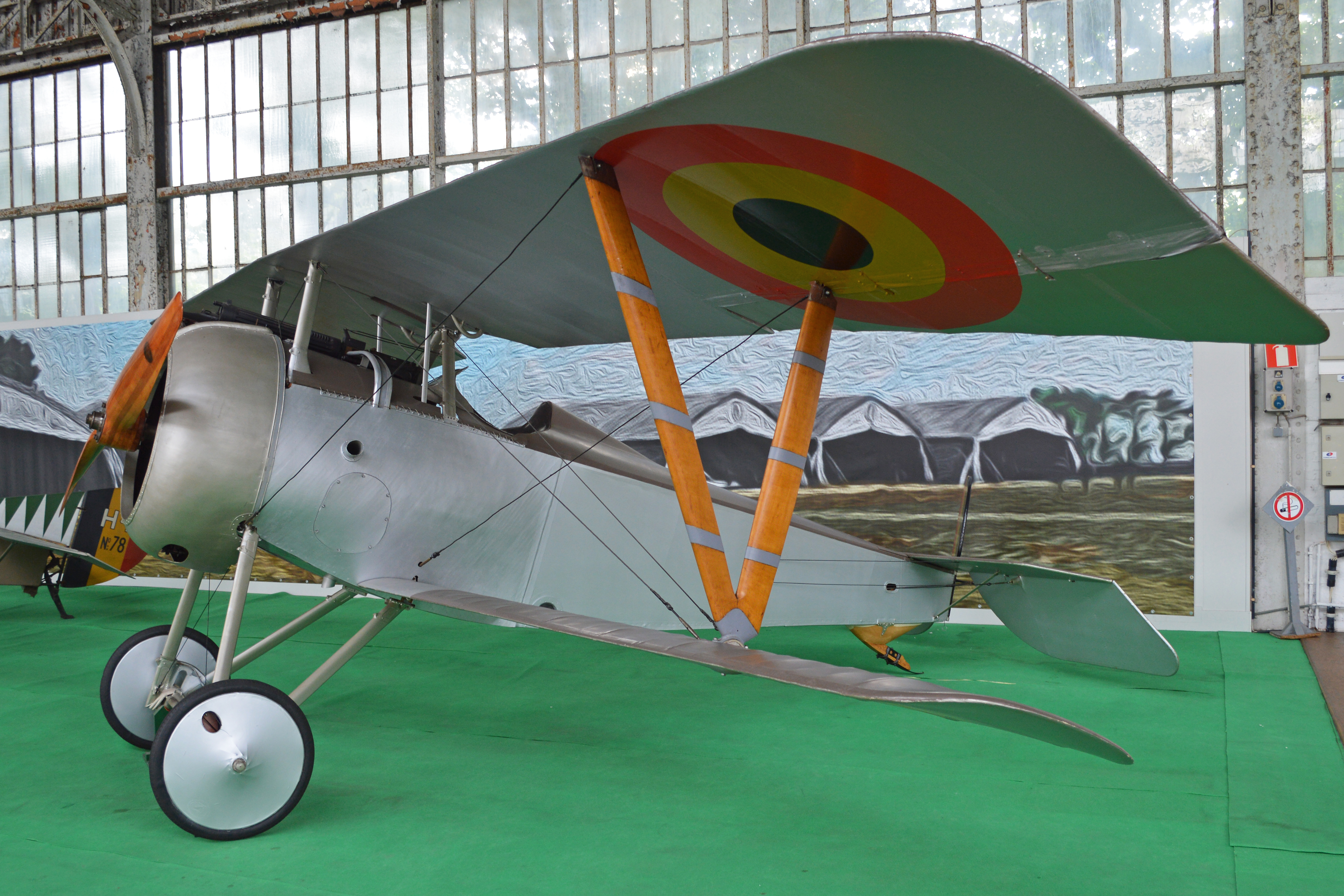
Nieuport 23. El único superviviente original exhibido en el Museo del Aire de Bruselas

- Aviation Militaire Belge - Operó 12 Nieuport 17 y varios Nieuport 23

 Brasil
- Aviação Militar - Veinte Nieuport 21

 Chile
- Aviación Militar Chilena - Dos Nieuport 17[30]

 Colombia
- Escuela Militar de Aviación - Cuatro Nieuport 17

 Checoslovaquia
- Letecký sbor (Cuerpo de aviación) - Al menos un Nieuport 17 y varios 23 después de la I Guerra Mundial

 Estados Unidos

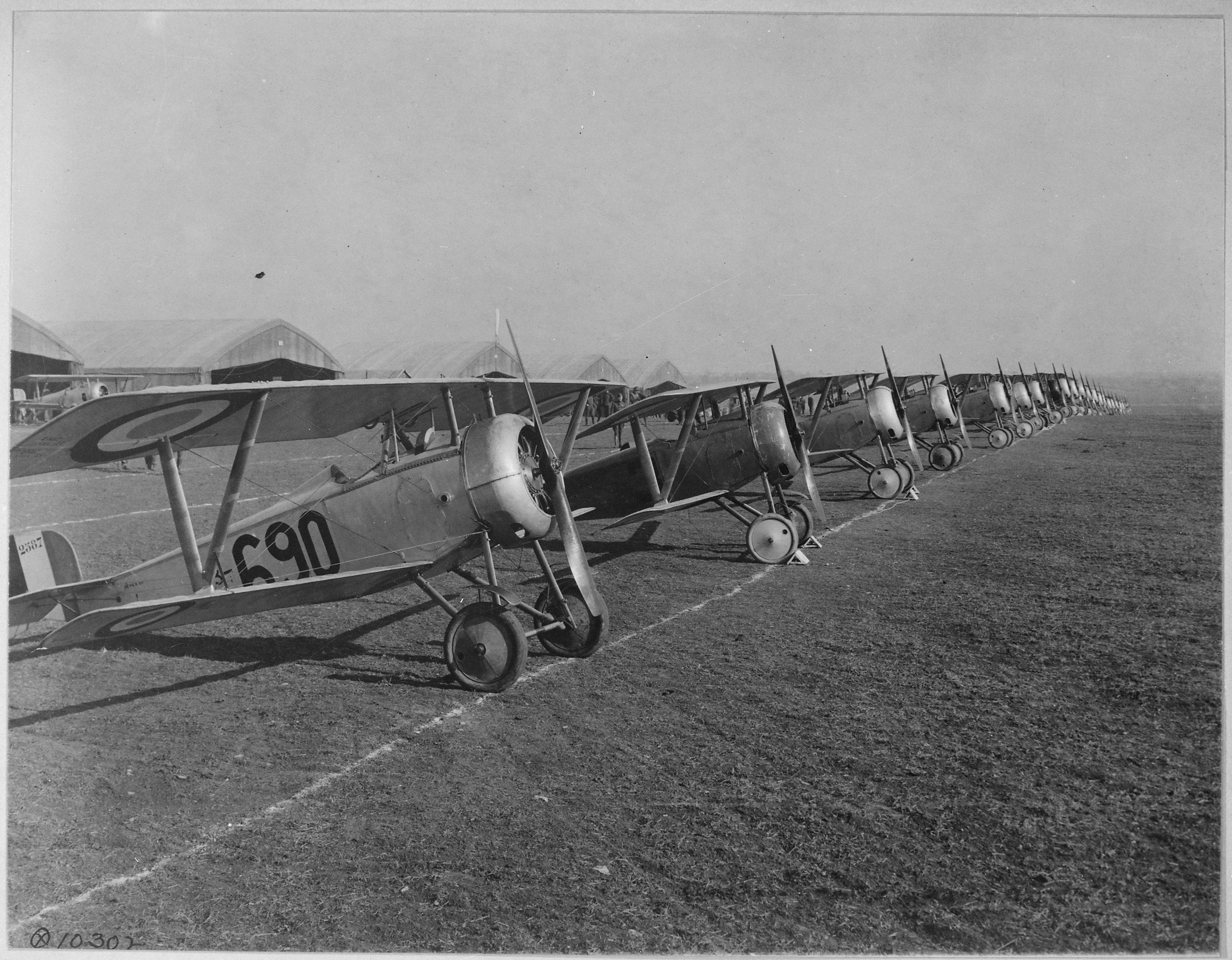
Entrenadores Nieuport 23 en el aeródromo de Issoudun, Francia, abril 1918

- Fuerza Expedicionaria Estadounidense175 Nieuport 17, un Nieuport 17bis, 197 Nieuport 21 y 50 Nieuport 23 como entrenadores

 Estonia
- Lennuvae Rugement (Regimiento de Aviación) - Dos Nieuport 17, 1 Nieuport 21 y 1 Nieuport 23[31]

 Finlandia
- Ilmailuvoimat - Un Nieuport 17 y dos Nieuport 23

 Francia
- Aeronautique Militaire
- Aéronautique Navale

 Italia

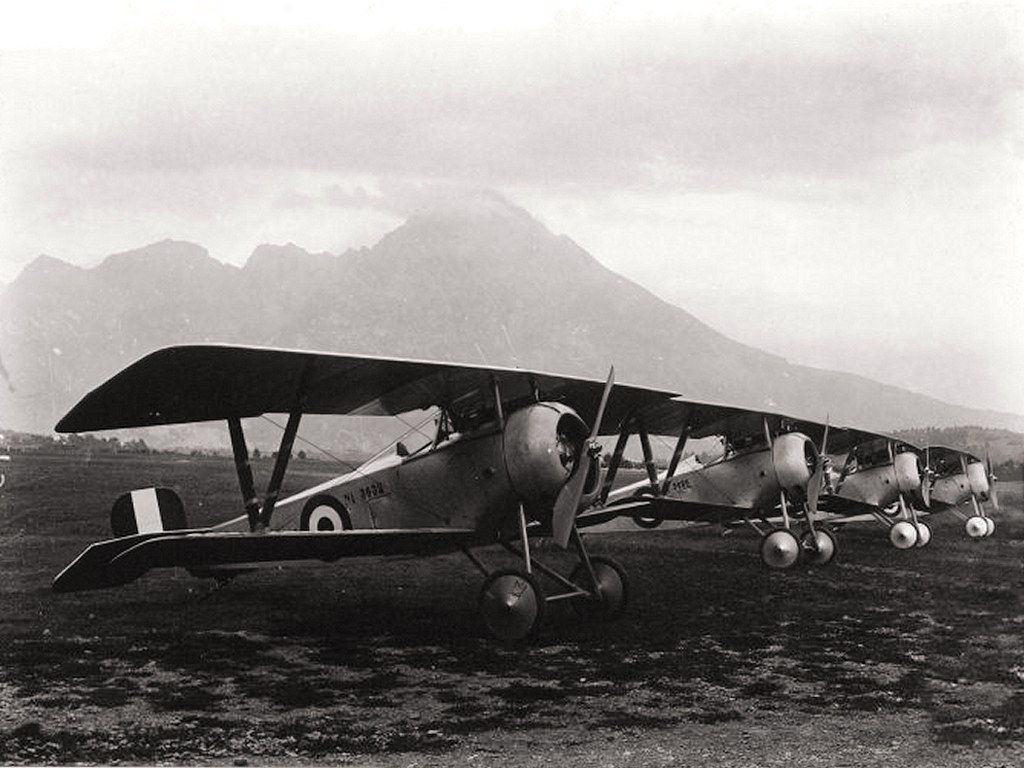
Línea de Nieuport-Macchi 17 italianos

- Corpo Aeronautico Militare - operó ± 150 que fueron construidos bajo licencia por Nieuport-Macchi

 Países Bajos
- Luchtvaartafdeeling - Cinco Nieuport 23 como Nieuport de 120 hp (Le Rhône)  y cinco Nieuport 21 como Nieuport de 80 hp desde 1917 hasta 1925

 Polonia

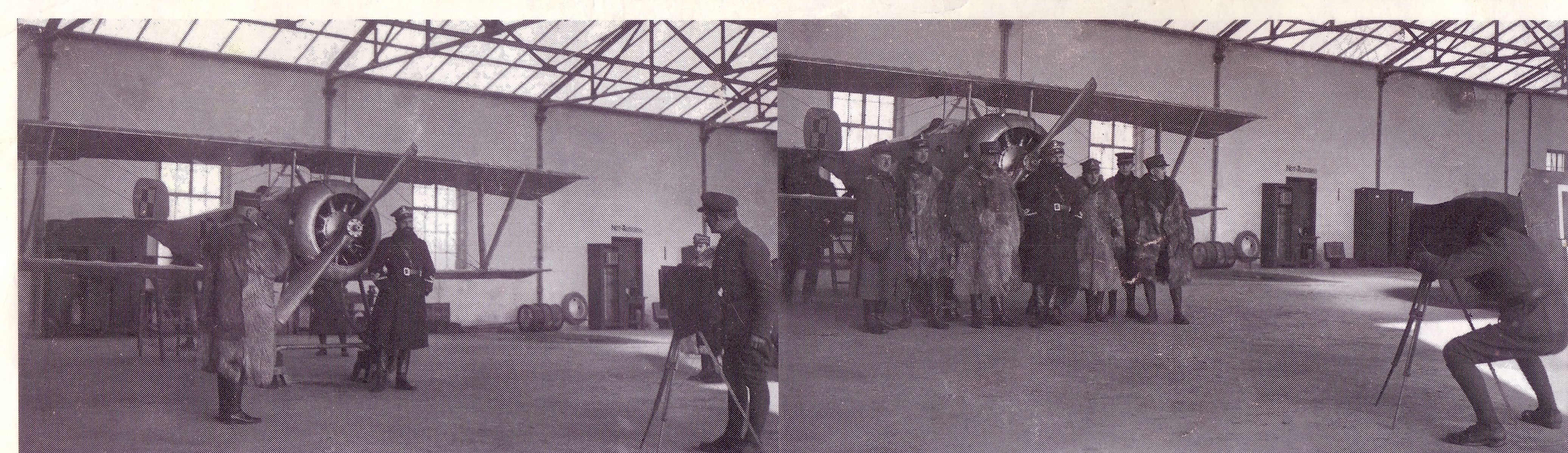
Nieuport 23 polaco, febrero de 1920

- Siły Powietrzne - Al menos cinco Nieuport 17 y tres Nieuport 21

 Portugal
- Serviço Aeronáutico Militar - Ocho entrenadores Nieuport Ni 21 E.1 desde 1919[32]

 Reino Unido
- Royal Flying Corps
- Royal Naval Air Service

 Rumania
- Corpul Aerian Român - 30 Nieuport 17 recibidos de Francia, otros diez se recibieron de Rusia en 1918[33]

 Rusia Imperial

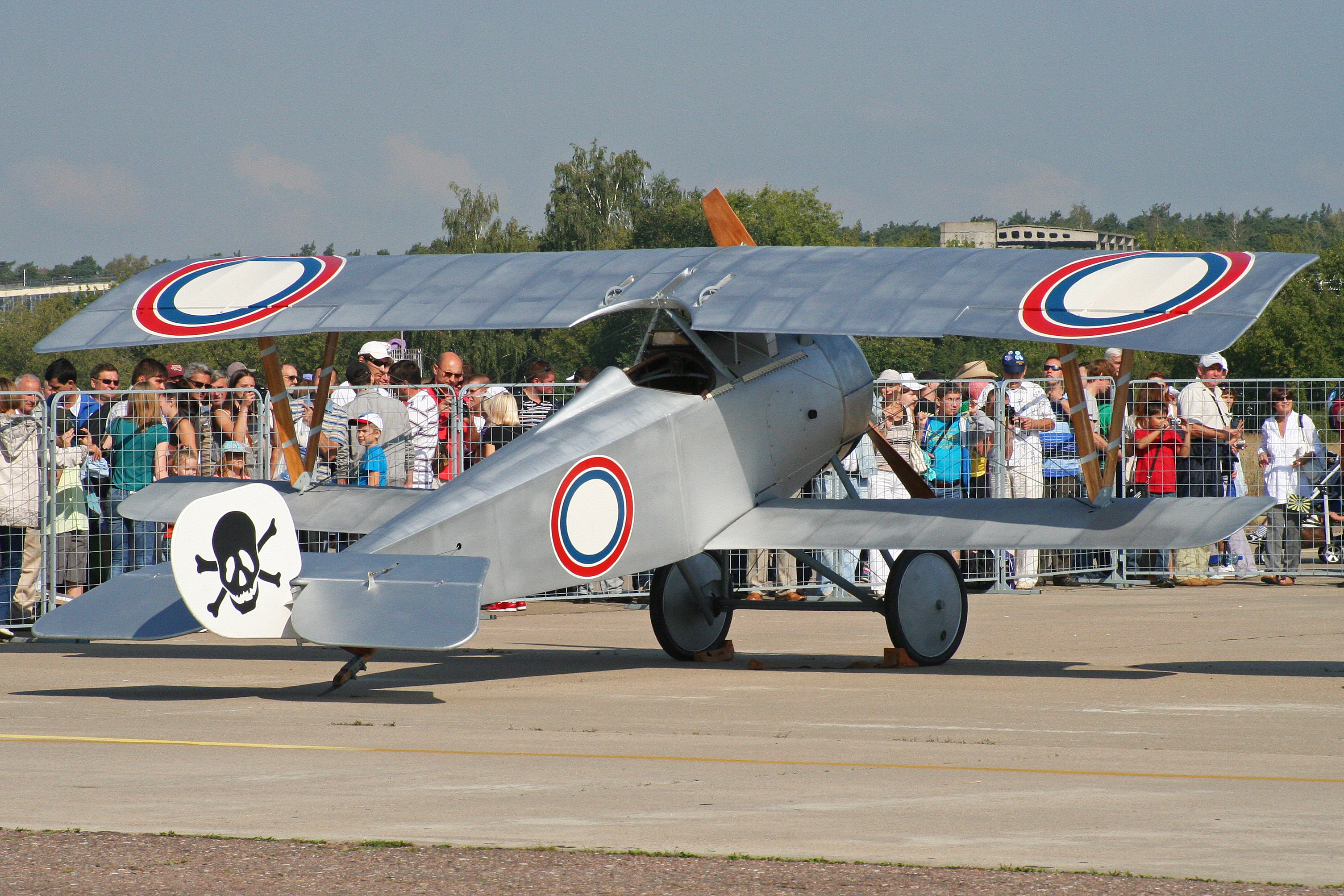
Réplica Nieuport 17 con marcas de la Flota Aérea Militar Imperial

- Flota Aérea Militar Imperial - Compras sustanciales de Nieuport 17 y 21 de Francia; aviones adicionales construidos bajo licencia en Dux (Zavod Duks)

 Rusia - Movimiento Blanco
- Ejército Blanco - Operó un número desconocido de Nieuport 17 ex zaristas

 Suiza
- Schweizerische Fliegertruppe - Cinco Nieuport 23

 Siam (Tailandia)
- Real Servicio Aeronáutico siamés - Operó al menos un Nieuport 17

 Turquía
- Kuva-yı Havaiye Müfettiş-i Umumiliği (Inspección General de las Fuerzas Aéreas) - Dos Nieuport 17 capturados designados K1 y K2 a finales de 1918[34]

 República Popular de Ucrania Occidental
- Cuerpo de aviación de la RPUO - Operó al menos tres Nieuport 17, dos Nieuport 21, y siete Nieuport 23

 Unión Soviética
- Glavvozduhflot (Flota Aérea Roja de Trabajadores y Campesinos) - Operó una gran cantidad de Nieuport de la ex Flota Aérea Militar Imperial

## Especificaciones técnicas (Nieuport 17 C.1)
Referencia datos: Those Classic Nieuports, The Nieuport 17

### Características generales
- Tripulación: 1
- Longitud: 5,80 m
- Envergadura: 8,16 m
- Altura: 2,40 m
- Superficie alar: 14,75 m²
- Perfil alar: Nieuport 17. Planos aerodinámicos Tipo N
- Peso vacío: 375 kg
- Peso máximo al despegue: 560 kg en despegue
- Planta motriz: 1× Le Rhône 9Ja, rotativo de 9 cilindros.
  - Potencia: 82 kW (113 HP; 112 CV) más tarde 97 kW (130 hp)
- Hélices: Eclair 4 o Levasseur 484 de madera de paso fijo bipala[36]
- Diámetro de la hélice: 2,40 m

### Rendimiento
- Velocidad nunca excedida (Vne): 170 km/h
- Alcance: 249 km
- Techo de vuelo: 5350 m (17 552 ft)
- Régimen de ascenso: 4,8 m/s (945 ft/min) a 1000 m (3' 47")

  - 2000 m — 7' 43"
  - 3000 m — 12' 42"
  - 4000 m — 20' 23"
- Carga alar: 37,9 kg/m² (7,8 lb/ft²)
- Potencia/peso: 0,15 kW/kg

### Armamento
- Ametralladoras: 1× Vickers sincronizada con la hélice y/o 1x Lewis
- Cohetes: 8x cohetes incendiarios Le Prieur
- Otros: Un cierto número de aparatos portaban los dos montajes de ametralladoras

### Desarrollos relacionados
- Nieuport 10
- Nieuport 11
- Nieuport 23
- Nieuport 24
- Nieuport 28

### Aeronaves similares
- Airco DH.5
- Albatros D.II
- Albatros D.III
- Sopwith Pub
- Vickers F.B.19

### Listas relacionadas
- Anexo:Cazas de la Primera Guerra Mundial
- Anexo:Biplanos